# Гейвлок (Нью-Брасвік)
Гейвлок (англ. Havelock) — парафія в Канаді, у провінції Нью-Брансвік, у складі графства Кінгс.

## Населення
За даними перепису 2016 року, парафія нараховувала 1061 особу, показавши скорочення на 8,4%, порівняно з 2011-м роком. Середня густина населення становила 3 осіб/км².
З офіційних мов обидвома одночасно володіли 120 жителів, тільки англійською — 935. Усього 25 осіб вважали рідною мовою не одну з офіційних.
Працездатне населення становило 73,8% усього населення, рівень безробіття — 13,4% (15,7% серед чоловіків та 10,7% серед жінок). 85% осіб були найманими працівниками, а 14,2% — самозайнятими.
Середній дохід на особу становив $33 675 (медіана $26 005), при цьому для чоловіків — $38 835, а для жінок $28 038 (медіани — $35 610 та $21 973 відповідно).
35,5% мешканців мали закінчену шкільну освіту, не мали закінченої шкільної освіти — 19,8%, 44,2% мали післяшкільну освіту, з яких 19,7% мали диплом бакалавра, або вищий.
| Статево-вікова структура населення | Статево-вікова структура населення | Статево-вікова структура населення | Статево-вікова структура населення | Статево-вікова структура населення |
| ---------------------------------- | ---------------------------------- | ---------------------------------- | ---------------------------------- | ---------------------------------- |
|                                    |                                    |                                    |                                    |                                    |
| Всього                             | Всього                             | 50,7%49,3%                         |                                    |                                    |
| 0 — 14 років                       | 0 — 14 років                       |                                    | 18,4%                              | 18,4%                              |
| 15 — 64 років                      | 15 — 64 років                      |                                    | 62,3%                              | 62,3%                              |
| 65 і більше                        | 65 і більше                        |                                    | 19,3%                              | 19,3%                              |
| 85 і більше                        | 85 і більше                        |                                    | 1,4%                               | 1,4%                               |
| Середній вік (років)               | Середній вік (років)               | 43,042,0                           | 42,5                               | 42,5                               |
| Медіана (років)                    | Медіана (років)                    | 48,446,3                           | 47,0                               | 47,0                               |
| — чоловіки — жінки                 |                                    |                                    |                                    |                                    |

| Походження мешканців:     | Походження мешканців:     | Походження мешканців: | Походження мешканців: | Походження мешканців: |
| ------------------------- | ------------------------- | --------------------- | --------------------- | --------------------- |
| Походження                |                           |                       | осіб                  | %                     |
| Корінні американці        | Корінні американці        |                       | 15                    | 1.4%                  |
| Інше північноамериканське | Інше північноамериканське |                       | 600                   | 55.81%                |
| Європейське               | Європейське               |                       | 720                   | 66.98%                |
| британське                | британське                |                       | 575                   | 53.49%                |
| французьке                | французьке                |                       | 60                    | 5.58%                 |
| Азійське                  | Азійське                  |                       | 15                    | 1.4%                  |

| Зайнятість населення за галузями (за класифікацією NOC): | Зайнятість населення за галузями (за класифікацією NOC): | Зайнятість населення за галузями (за класифікацією NOC): | Зайнятість населення за галузями (за класифікацією NOC): | Зайнятість населення за галузями (за класифікацією NOC): |
| -------------------------------------------------------- | -------------------------------------------------------- | -------------------------------------------------------- | -------------------------------------------------------- | -------------------------------------------------------- |
|                                                          |                                                          |                                                          |                                                          |                                                          |
| Управління                                               | Управління                                               |                                                          | 9,5%                                                     | 9,5%                                                     |
| Бізнес, фінанси та адміністрування                       | Бізнес, фінанси та адміністрування                       |                                                          | 10,3%                                                    | 10,3%                                                    |
| Природничі та прикладні науки                            | Природничі та прикладні науки                            |                                                          | 3,2%                                                     | 3,2%                                                     |
| Охорона здоров'я                                         | Охорона здоров'я                                         |                                                          | 9,5%                                                     | 9,5%                                                     |
| Освіта, правозахист, муніципальні та урядові служби      | Освіта, правозахист, муніципальні та урядові служби      |                                                          | 11,1%                                                    | 11,1%                                                    |
| Роздрібна торгівля та послуги                            | Роздрібна торгівля та послуги                            |                                                          | 15,1%                                                    | 15,1%                                                    |
| Гуртова торгівля, транспорт та обладнання                | Гуртова торгівля, транспорт та обладнання                |                                                          | 24,6%                                                    | 24,6%                                                    |
| Природні ресурси, сільське господарство                  | Природні ресурси, сільське господарство                  |                                                          | 11,1%                                                    | 11,1%                                                    |
| Виробництво                                              | Виробництво                                              |                                                          | 4,8%                                                     | 4,8%                                                     |

## Клімат
Середня річна температура становить 4,9°C, середня максимальна – 22,7°C, а середня мінімальна – -15,6°C. Середня річна кількість опадів – 1 154 мм.
| Клімат поселення                              | Клімат поселення | Клімат поселення | Клімат поселення | Клімат поселення | Клімат поселення | Клімат поселення | Клімат поселення | Клімат поселення | Клімат поселення | Клімат поселення | Клімат поселення | Клімат поселення | Клімат поселення |
| Показник                                      | Січ.             | Лют.             | Бер.             | Квіт.            | Трав.            | Черв.            | Лип.             | Серп.            | Вер.             | Жовт.            | Лист.            | Груд.            |                  |
| Середній максимум, °C                         | −3,5             | −1,96            | 3,36             | 9,25             | 16,02            | 21,05            | 22,67            | 21,97            | 17,43            | 11,65            | 5,63             | −1,7             |                  |
| Середня температура, °C                       | −9,53            | −8               | −2,68            | 3,22             | 9,98             | 15,02            | 18,24            | 17,53            | 13,01            | 7,22             | 1,21             | −6,14            |                  |
| Середній мінімум, °C                          | −15,56           | −14,02           | −8,7             | −2,8             | 3,95             | 8,99             | 13,83            | 13,10            | 8,58             | 2,79             | −3,24            | −10,56           |                  |
| Норма опадів, мм                              | 106              | 87               | 90               | 84               | 101              | 97               | 98               | 92               | 90               | 100              | 106              | 103              |                  |
| Середньомісячна швидкість вітру, м/с          | 3.50             | 3.51             | 3.71             | 3.68             | 3.30             | 2.85             | 2.60             | 2.42             | 2.69             | 3.00             | 3.23             | 3.50             |                  |
| Середньомісячна сонячна радіація, кДж/м²·день | 5279             | 8610             | 12314            | 15239            | 18113            | 20147            | 19935            | 17595            | 13244            | 8435             | 4963             | 4007             |                  |
| --------------------------------------------- | ---------------- | ---------------- | ---------------- | ---------------- | ---------------- | ---------------- | ---------------- | ---------------- | ---------------- | ---------------- | ---------------- | ---------------- | ---------------- |
| Джерело:                                      |                  |                  |                  |                  |                  |                  |                  |                  |                  |                  |                  |                  |                  |